# Goran Šukalo
Goran Šukalo (* 24. srpna 1981, Koper, Jugoslávie) je slovinský fotbalový záložník od června 2013 působící v německém klubu SpVgg Greuther Fürth.

## Klubová kariéra
V červnu 2013 přestoupil jako volný hráč z MSV Duisburg do SpVgg Greuther Fürth.

## Reprezentační kariéra
Šukalo oblékal dres slovinské reprezentace do 21 let. Od roku 2002 působí v A-týmu Slovinska.

## Kontroverze
Jeho jméno bylo společně s pěti dalšími (Kosta Turner, Vasja Turner, Ivan Vinko, Saša Simić a Zvonko Hajšek) spojováno s nelegální sázkařskou organizací. 18. dubna 2013 byl Šukalo mariborským soudem zproštěn všech obvinění. Ačkoli hráč přiznal sázky na fotbal, nebyl shledán vinným účastí v nelegální sázkařské organizaci.